# Pytschuhyne
Pytschuhyne (ukrainisch Пичугине; russisch Пичугино Pitschugino) ist eine Ansiedlung (селище) im Rajon Krywyj Rih im Westen der ukrainischen Oblast Dnipropetrowsk mit etwa 120 Einwohnern.
Im Ort befindet sich seit 1884 die Bahnstation Pitschuhino (Пичугине) an der Bahnstrecke Krywyj Rih–Werchiwzewe der Prydniprowska Salisnyzja. Bis zur Erbauung einer Stichstrecke der Katharinenbahn nach Schowti Wody wurde das dort abgebaute Eisenerz auf Karren bis hierher transportiert, um es auf die Bahn zu verladen. Außerdem dient sie zur Verladung von Getreide.
Am 12. Juni 2020 wurde die Ansiedlung ein Teil der neugegründeten Landgemeinde Nowopillja, bis dahin war sie ein Teil der Landratsgemeinde Nadeschdiwka im Osten des Rajons Krywyj Rih.